# バーサ・タウンゼント
バーサ・タウンゼント（Bertha Townsend, 1869年3月7日 - 1909年5月12日）は、アメリカ・ペンシルベニア州フィラデルフィア出身の女子テニス選手。1887年から始まった「全米女子シングルス選手権」（現在の全米オープンテニス女子シングルス部門）で、第2回・第3回大会の優勝者になった選手である。彼女は「バーサ」という名前から、“Birdie”（バーディー）という愛称で呼ばれた。フルネームは Bertha Louise Townsend Toulmin （バーサ・ルイーズ・タウンゼント・トゥールミン）という。右利きの選手。
現在は「全米オープン」として知られるテニス競技大会は、1881年から男子シングルスと男子ダブルスが始まり、女子シングルスはそれから6年後の1887年に第1回の競技大会が行われた。最初期の時代は、各部門が個別の名称を持ち、大会会場も別々のテニスクラブで開かれていた。男子シングルスは「全米シングルス選手権」（U.S. National Singles Championship）、男子ダブルスは「全米男子ダブルス選手権」（U.S. National Men's Doubles Championship）の名前を持ち、女子シングルスは1887年に「全米女子シングルス選手権」（U.S. Women's National Singles Championship）という名前で始まった。女子ダブルスは、1889年から正式競技に加えられた。初期のウィンブルドン選手権と同じく、全米選手権も「チャレンジ・ラウンド」（挑戦者決定戦）から「オールカマーズ・ファイナル」（大会前年優勝者とチャレンジ・ラウンド勝者で優勝を争う）への流れで優勝者を決定した。タウンゼントは1888年の第2回大会で「チャレンジ・ラウンド」を制した後、続く「オールカマーズ・ファイナル」で同じフィラデルフィア出身のエレン・ハンセルを 6-3, 6-5 で破って初優勝した。
1889年には、この大会に女子ダブルス競技が加えられ、タウンゼントはマーガレット・バラードと組んで「全米女子ダブルス選手権」の第1回優勝者になった。女子シングルスの第3回大会では、前年優勝者のタウンゼントは「オールカマーズ・ファイナル」でチャレンジ・ラウンド勝者のリダ・ブーヒーズを 7-5, 6-2 で破り、タイトルを防衛した。しかし1890年の大会で、タウンゼントは女子シングルス・ダブルスとも決勝でエレン・ルーズベルトに敗れた。シングルスではエレンに 2-6, 2-6 で敗れて3連覇を逃し、バラードとのダブルスでもエレンとグレースのルーズベルト姉妹組に完敗した。その後、タウンゼントはハリー・トゥールミン（Harry Toulmin）と結婚する。彼女は既婚女性の「トゥールミン夫人」として、1894年・1895年と1906年の全米選手権に再挑戦し、いずれも準決勝まで勝ち進んだ。
選手引退後のタウンゼントはあまり長く生きられず、最後の全米出場から3年後、1909年5月12日にペンシルベニア州ハバーフォードにて40歳で死去した。1974年に国際テニス殿堂入りしている。